# Völkersbach
Völkersbach ist ein Ortsteil der Gemeinde Malsch im Landkreis Karlsruhe. Während der Kernort Malsch in der Oberrheinischen Tiefebene liegt, gehört Völkersbach zu den Ortsteilen im nordwestlichen Schwarzwald.

## Geographie
Völkersbach liegt östlich von Malsch in etwa 370 m ü. NHN bis 440 m ü. NHN auf einer gerodeten, flach ostwärts geneigten Hangfläche im Naturraum Schwarzwald-Randplatten. Die Gemarkung Völkersbach reicht im Osten bis ins Tal der Moosalb. In der Völkersbacher Exklave am Mahlberg liegt mit 611,5 m ü. NHN der höchste geografische Punkt des Landkreises Karlsruhe.

## Geschichte
Völkersbach wird 1254 erstmals urkundlich erwähnt, als die Gebrüder Kuno Wolftrigulo, Berthold und Krafto von Owensheim, Lehensträger der Eberstein, den Ort Völkersbach an das Kloster Frauenalb verkaufen. Im Zuge der Säkularisation und Auflösung des Klosters 1803 erlangte Völkersbach die Selbständigkeit. Der zu Völkersbach gehörende Rimmelsbacher Hof ist bereits im Jahre 1115 zum ersten Mal urkundlich erwähnt (Rümlinsbach vicus).
Mit dem 1. Januar 1973 gehört der Ort zu Malsch, nachdem sich im Jahre 1972 der Völkersbacher Gemeinderat gegen einen Zusammenschluss mit den Nachbargemeinden Schöllbronn, Spessart und Schluttenbach zu der vorgesehenen Gemeinde Schönreuth ausgesprochen hatte. Diese Ablehnung und auch der Anschluss an die Gemeinde Malsch waren in der Völkersbacher Bevölkerung stark umstritten.

## Kultur und Sehenswürdigkeiten

### Bauwerke

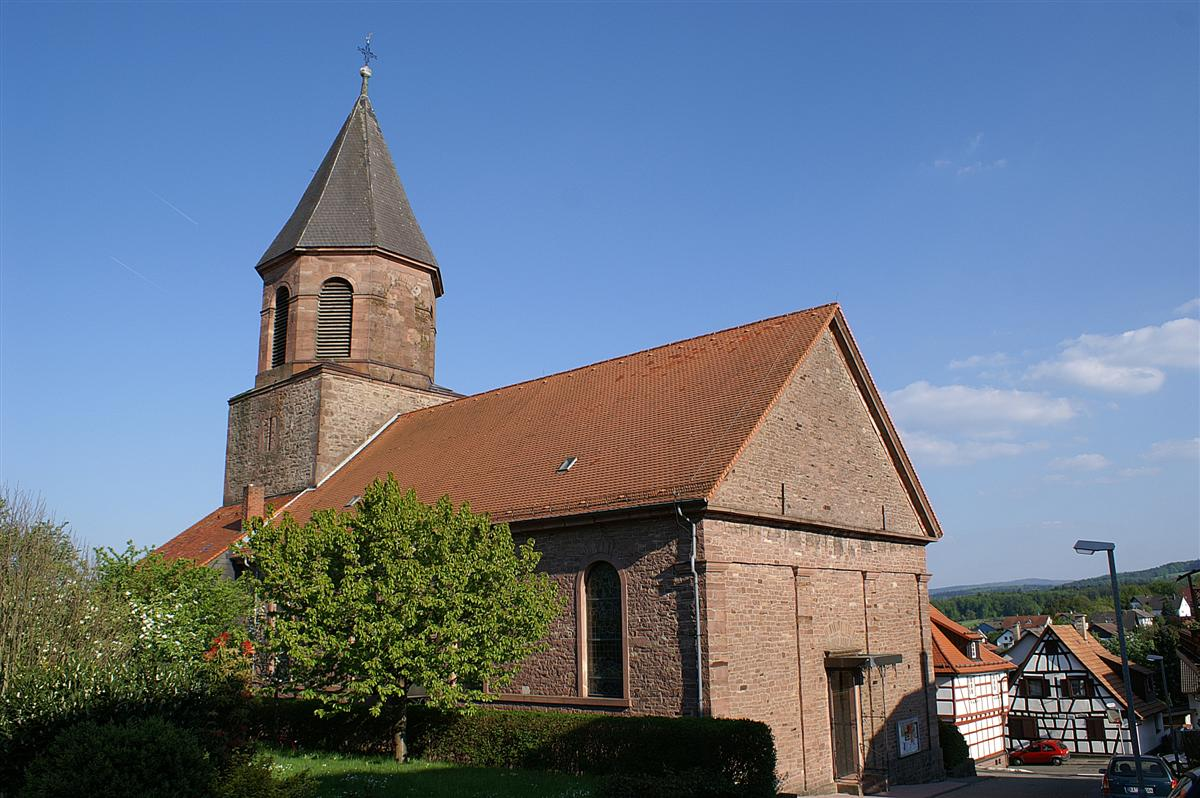
Die katholische Pfarrkirche St. Georg

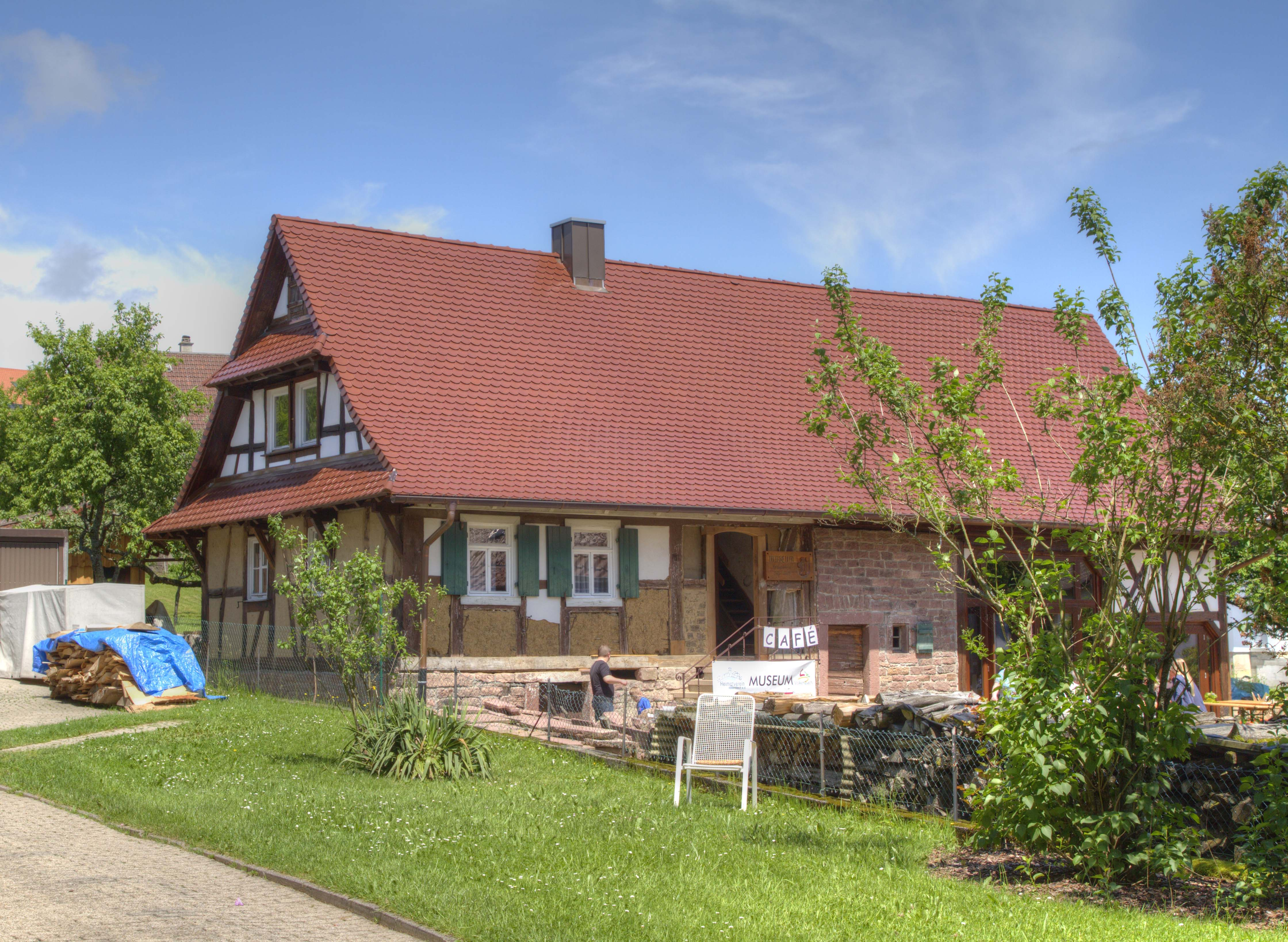
Heimatmuseum

Die Katholische Pfarrkirche St. Georg besitzt einen spätmittelalterlichen Chorturm. Das heutige Kirchenschiff sowie das dem Turm aufgesetzte Oktogon wurden in den Jahren 1834/35 nach Entwürfen Johann Ludwig Weinbrenners erbaut.
Im Heimatmuseum werden historische Ausstellungen gezeigt, u. a. über das frühere Leben auf dem Land.

### Feste und Veranstaltungen
Jedes Jahr veranstaltet der Musikverein Harmonie Völkersbach das Dorfwiesenfest. Ein traditioneller Bestandteil dieses Festes ist eine Traktorparade. Weiterhin findet einmal im Jahr ein Fest des Sportvereins sowie ein Fest des Heimatvereins am Heimatmuseum statt. Der Musikverein Harmonie Völkersbach veranstaltet jedes Jahr im März oder April ein Frühjahrskonzert.

## Infrastruktur

### Verkehr
Durch Völkersbach verlaufen sowohl die L613 (Ettlingen–Gaggenau) als auch die K3551. Im öffentlichen Personennahverkehr ist Völkersbach mit den Buslinien 101, 103 und 253 des Karlsruher Verkehrsverbund zu erreichen.

### Bildung
Neben dem Kindergarten „Regenbogen“ verfügt Völkersbach über eine eigene Grundschule, die Mahlbergschule.

## Persönlichkeiten
- Aloys Henhöfer (* 11. Juli 1789 in Völkersbach; † 5. Dezember 1862), deutscher Theologe